# Facundo Rodríguez (Schiedsrichter)
Facundo Sebastián Rodríguez (* 2. April 1986 in Buenos Aires) ist ein argentinischer Fußballschiedsrichterassistent. Er steht seit 2020 auf der Liste der FIFA-Schiedsrichter.

## Karriere
Nach ersten Schritten in lokalen Ligen und Wettbewerben kam er nach seiner Aufnahme auf die FIFA-Liste auch international in der Copa Sudamericana und der Copa Libertadores als Assistent zum Einsatz. Nach Einsätzen an der Seitenlinie bei Freundschafts- und Qualifikationsspielen gehörte er später auch zu den Nominierten bei der U-20-Südamerikameisterschaft 2023 (unter Nicolás Lamolina) sowie der U-20-Weltmeisterschaft 2023 (unter Yael Falcón). Zudem begleitete er als Teil der Gastdelegation mehrheitlich ebenfalls unter Falcón auch noch vier Partien bei der U-19-Europameisterschaft 2023.
Anfang April 2024 wurde er für die Olympischen Sommerspiele 2024 erneut als Assistent in das Team von Falcón berufen.